# 정기섭
정기섭(1974년 4월 16일 ~ )은 대한민국의 배우이다.

## 출연작

### 영화
- 《썸머타임》 (2001년) - 장기 두는 사람 역
- 《하얀 방》 (2002년) - IDC 직원 역
- 《철없는 아내와 파란만장한 남편 그리고 태권소녀》 (2002년) - 그외 경찰 & 보안업체 직원들 역
- 《아카시아》 (2003년) - 인턴 2 역
- 《태극기 휘날리며》 (2004년) - 위생병 2 역
- 《강력3반》 (2005년) - 뺑소니 현장 순경 역
- 《남자니까 아시잖아요?》 (2005년) - 술 마시는 남자 1 역
- 《사생결단》 (2006년) - 형사 1 역
- 《복면달호》 (2007년) - 형사 역
- 《뷰티풀 선데이》 (2007년) - 감찰반 형사 1 역
- 《상사부일체》 (2007년) - 본사 노조원 역
- 《대한이, 민국씨》 (2008년) - 최 형사 역
- 《추격자》 (2008년) - 검사 역
- 《숙명》 (2008년) - 영욱패 역
- 《눈에는 눈 이에는 이》 (2008년) - 정복경찰 1 역
- 《트럭》 (2008년) - 검문소 정 순경 역
- 《하늘을 걷는 소년》 (2008년) - 고앙원 사무원 역
- 《7급 공무원》 (2009년) - 산업보안팀 요원 역
- 《김복남 살인사건의 전말》 (2010년) - 최 경장 역
- 《무적자》 (2010년) - 박 형사 역
- 《참을 수 없는》 (2010년) - 형사 역
- 《카페 느와르》 (2010년) - 서울랜드 동물원 남자 역
- 《모비딕》 (2011년) - 형사 역
- 《봄, 눈》 (2012년) - 작업반장 역
- 《미운오리새끼》 (2012년) - 사시남 역
- 《런닝맨》 (2013년) - 형사2 역
- 《전설의 주먹》 (2013년) - 사당고 동창생들 역
- 《동창생》 (2013년) - 국정원지휘관 역
- 《친구 2》 (2013년) - 보안사 장교 역
- 《빅매치》 (2014년) - 정선배 역
- 《국제시장》 (2014년) - 파독 광부 면접관 역
- 《처가》 (2015년) - 승호 역
- 《암살》 (2015년) - 헌병대장 역
- 《미안해 사랑해 고마워》 (2015년) - 모자남 역
- 《글로리데이》 (2016년) - 취객 역
- 《프리즌》 (2017년) - 형사 역
- 《희생부활자》 (2017년) - 수사관 역
- 《인랑》 (2018년) - 재단사 역
- 《공작》 (2018년) - 안기부요원1 역
- 《말모이》 (2019년) - 덕진 담임 교사 역
- 《돈》 (2019년) - 아파트 경비원 역
- 《시동》 (2019년) - 용역직원 역
- 《내일의 기억》 (2021년) - 706호 중년 남 역
- 《뜨거운 피》 (2022년) - 황 역
- 《대외비》 (2023년) - 신문사 부장 역
- 《거미집》 (2023년) - 황반장 역
- 《노량: 죽음의 바다》 (2023년) - 진잠 역
- 《외계+인 2부》 (2024년) - 경찰간부 역
- 《황야》 (2024년) - 이주예 부 역
- 《소방관》 (2024년) - 양복점 주인 역 (우정출연)

### 드라마
- 《시그널》 (tvN, 2016년) - 형사기동대 형사 역
- 《구해줘》 (OCN, 2017년) - 선배기자 역[3]
- 《자백》 (tvN, 2019년) - 차승후 역
- 《보이스 3》 (OCN, 2019년) - 스즈키 역
- 《악마가 너의 이름을 부를 때》 (tvN, 2019년) - 김택상 역
- 《레버리지: 사기조작단》 (TV조선, 2019년) - 소마 역
- 《KBS 드라마 스페셜 - 나들이》 (KBS2, 2020년)
- 《모범택시 2》 (SBS, 2023년) - 한재덕 역
- 《강남 비-사이드》 (Disney+, 2024년) - 검찰부장 역
- 《열혈사제 2》 (SBS, 2024년) - 박 검사장 역
- 《트라이: 우리는 기적이 된다》 (SBS, 2025년) - 문철영 역